# Пустиње кишне сене
Пустиње кишне сене настају због високих планинских ланаца који спречавају влагом богате облаке да досегну подручја у заветрини или заштићену страну планинског ланца. Док се ваздух диже уз планину, вода се из облака нагло обори, па ваздух губи свој садржај влаге. Пустиња настаје у заветринској „сени“ планинског ланца. Примери таквих пустиња су Јудејска пустиња у Израелу и Западна обала у Палестини, Велики басен на западу Сједињених Држава и део долине Антелопе у пустињи Мохави, познатој и под именом Висока пустиња, на југу Калифорније.